# كهف شعفان
كهف شعفان أو شعيفان (الشويمس)، كهف يقع على بعد مسافة 15 كلم شمال غربي الشويمس في حرة النار في جنوب منطقة حائل. يعد أحد أكبر وأطول الكهوف بالسعودية، يبلغ طوله 2 كلم، بينما يصل ارتفاعه إلى ثمانية أمتار، وينخفض حتى يصل إلى عمق 800 متر تحت الأرض.
كهف شعفان الواقع على حافة حرة النار يظهر كهف شعفان ويطل بفوهته المترامية الأطراف، كأحد أكبر الكهوف في السعودية، ويتجاوز طوله «الشويمس» ثالث أكبر كهوف المملكة حيث يبلغ طوله 530 مترًا، ويرتفع حتى يصل إلى ثمانية أمتار وينخفض حتى يصل 800 متر تحت الأرض، ويحوي طرق فرعية متعرجة لا يعرف طول نهايتها، ويضم الكهف جماجم وعظامًا متفرقة، وهنالك كهوف أخرى لا تقل عن شعفان في الحجم أو القيمة التاريخية والأثرية وهي تنتشر حوله ويبلغ عدد المستكشف منها حتى الآن أكثر من 10 كهوف بالإضافة إلى احتواء المنطقة على فوهات بركانية تم اكتشاف نحو 12 فوهة منها.